# 20 de abril
20 de abril é o 110.º dia do ano no calendário gregoriano (111.º em anos bissextos). Faltam 255 dias para acabar o ano.

## Eventos históricos

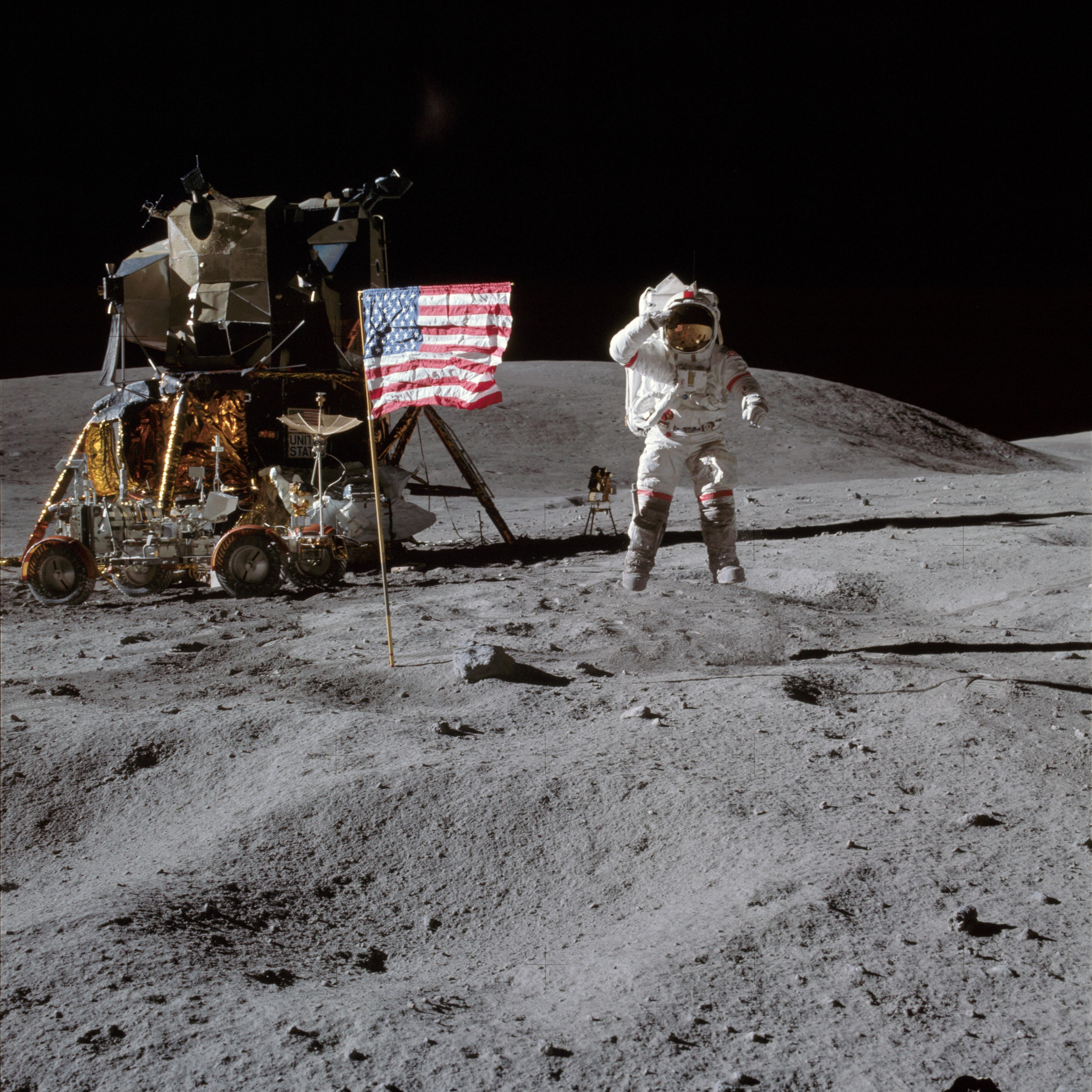
1972: Apollo 16, Young salta na Lua, enquanto saúda a bandeira americana.

- 1233 — O Papa Gregório IX edita a bula Licet ad capiendos, que marca o início da Inquisição: instituição jurídica da Igreja Católica Romana com o objetivo de combater as heresias.
- 1303 — A Universidade de Roma "La Sapienza" é instituída pelo Papa Bonifácio VIII.
- 1534 — Jacques Cartier começa sua primeira viagem ao que é hoje a costa leste do Canadá, a ilha da Terra Nova e o Labrador.
- 1535 — O fenômeno óptico atmosférico do halo é observado sobre Estocolmo e retratado na famosa pintura Vädersolstavlan.
- 1653 — Oliver Cromwell dissolve o Rump Parliament da Inglaterra.
- 1657 — A liberdade de religião é concedida aos judeus da cidade colonial neerlandesa de Nova Amsterdã (mais tarde Nova Iorque, após a conquista inglesa).
- 1752 — Início da Guerra Konbaung-Hanthawaddy, uma nova fase na guerra civil da Birmânia (1740-1757).
- 1770 — O rei da Cártlia-Caquécia, localizada na atual Geórgia, Heráclio II, abandonado por seu aliado russo, o conde Gottlob Heinrich Curt von Tottleben, obtém uma vitória sobre as forças otomanas na Batalha de Aspindza.
- 1775 — Guerra de Independência dos Estados Unidos: começa o Cerco de Boston.
- 1792 — A França declara guerra contra o "Rei da Hungria, Croácia e Boêmia", dando início às guerras revolucionárias francesas.
- 1800 — É instituída a República Septinsular nas Ilhas Jônicas.
- 1809 — Dois corpos de exército austríacos na Baviera são derrotados por um exército da França comandado pelo Imperador Napoleão I na Batalha de Abensberg, no segundo dia de uma campanha de quatro dias que terminou com a vitória francesa.
- 1828 — René Caillié torna-se o segundo não-muçulmano a entrar em Timbuktu. Também seria o primeiro a voltar vivo.[1]
- 1861 — Guerra Civil Americana: Robert E. Lee renuncia à sua comissão no Exército dos Estados Unidos para comandar as forças do estado da Virgínia.[2]
- 1862 — Louis Pasteur e Claude Bernard completam o experimento refutando a teoria da geração espontânea.
- 1865 — O astrônomo e sacerdote Angelo Secchi demonstra o disco de Secchi, que mede a transparência da água, a bordo do iate do Papa Pio IX, L'Immaculata Concezion.
- 1876 — Início da Revolta de Abril. Sua supressão choca a opinião pública europeia, e a independência búlgara torna-se uma condição para o fim da Guerra russo-turca.
- 1884 — Papa Leão XIII publica a encíclica Humanum Genus, condenando a Maçonaria.
- 1898 — O presidente dos Estados Unidos, William McKinley, assina uma resolução conjunta com o Congresso para a declaração de guerra contra a Espanha, dando início à Guerra Hispano-Americana.
- 1902 — Pierre e Marie Curie anunciam o refino do cloreto de rádio.
- 1910 — Fundação da Congregação Cristã no Brasil.
- 1914 — Dezenove homens, mulheres e crianças morrem no Massacre de Ludlow durante uma greve de mineiros no estado estadunidense de Colorado
- 1918 — O piloto de caça Manfred von Richthofen, conhecido como o Barão Vermelho, abate suas 79ª e 80ª vítimas, suas vitórias finais antes de sua morte no dia seguinte.
- 1922 — O governo soviético cria o Oblast Autônomo da Ossétia do Sul dentro da República Socialista Soviética da Geórgia.
- 1945
  - Segunda Guerra Mundial: as tropas estadunidenses capturam Leipzig, na Alemanha, para depois ceder a cidade à União Soviética.
  - Segunda Guerra Mundial: Führerbunker: em seu aniversário de 56 anos, Adolf Hitler faz sua última viagem à superfície para conceder Cruzes de Ferro a meninos soldados da Juventude Hitlerista.
- 1946 — A Sociedade das Nações é oficialmente dissolvida, transferindo a maior parte de seu poder para a Organização das Nações Unidas.
- 1961 — Guerra Fria: fracasso da Invasão da Baía dos Porcos por exilados cubanos apoiados pelos Estados Unidos contra Cuba.
- 1968
  - Atentado a bomba destrói a entrada do jornal O Estado de S. Paulo.
  - O voo 228 da South African Airways cai perto do Aeroporto Internacional Hosea Kutako, no Sudoeste Africano, matando 123 pessoas.
- 1972 — Apollo 16, comandada por John Young, pousa na Lua.
- 1978 — Voo Korean Air Lines 902 é abatido pela União Soviética.
- 1980 — Clímax da Primavera Berbere na Argélia com centenas de ativistas políticos berberes presos.
- 1998 — O grupo terrorista alemão de orientação marxista Fração do Exército Vermelho anuncia sua dissolução após 28 anos em atividade.
- 1999 — Massacre na Columbine High School: Os estudantes estadunidenses Eric Harris e Dylan Klebold abrem fogo dentro do colégio de ensino médio que então estudavam. Treze pessoas morrem e 21 ficam feridas. Após os tiroteios, ambos suicidam-se antes da SWAT entrar no colégio.
- 2010 — Explosão da plataforma Deepwater Horizon, causa 11 mortos e uma enorme maré negra.
- 2012 — Cento e vinte e sete pessoas morrem quando um avião cai em uma área residencial perto do Aeroporto Internacional Benazir Bhutto, em Islamabad, Paquistão.
- 2013 — Um sismo de magnitude 6,6 atinge o condado de Lushan, Ya'an, na província chinesa de Sujuão, matando mais de 150 pessoas e ferindo milhares.[3]
- 2020 — Pela primeira vez na história, os preços do petróleo caem abaixo de zero, um efeito da guerra dos preços do petróleo entre Rússia e Arábia Saudita.
- 2023 — Starship da SpaceX, o maior foguete já desenvolvido, explode durante voo experimental.

## Nascimentos

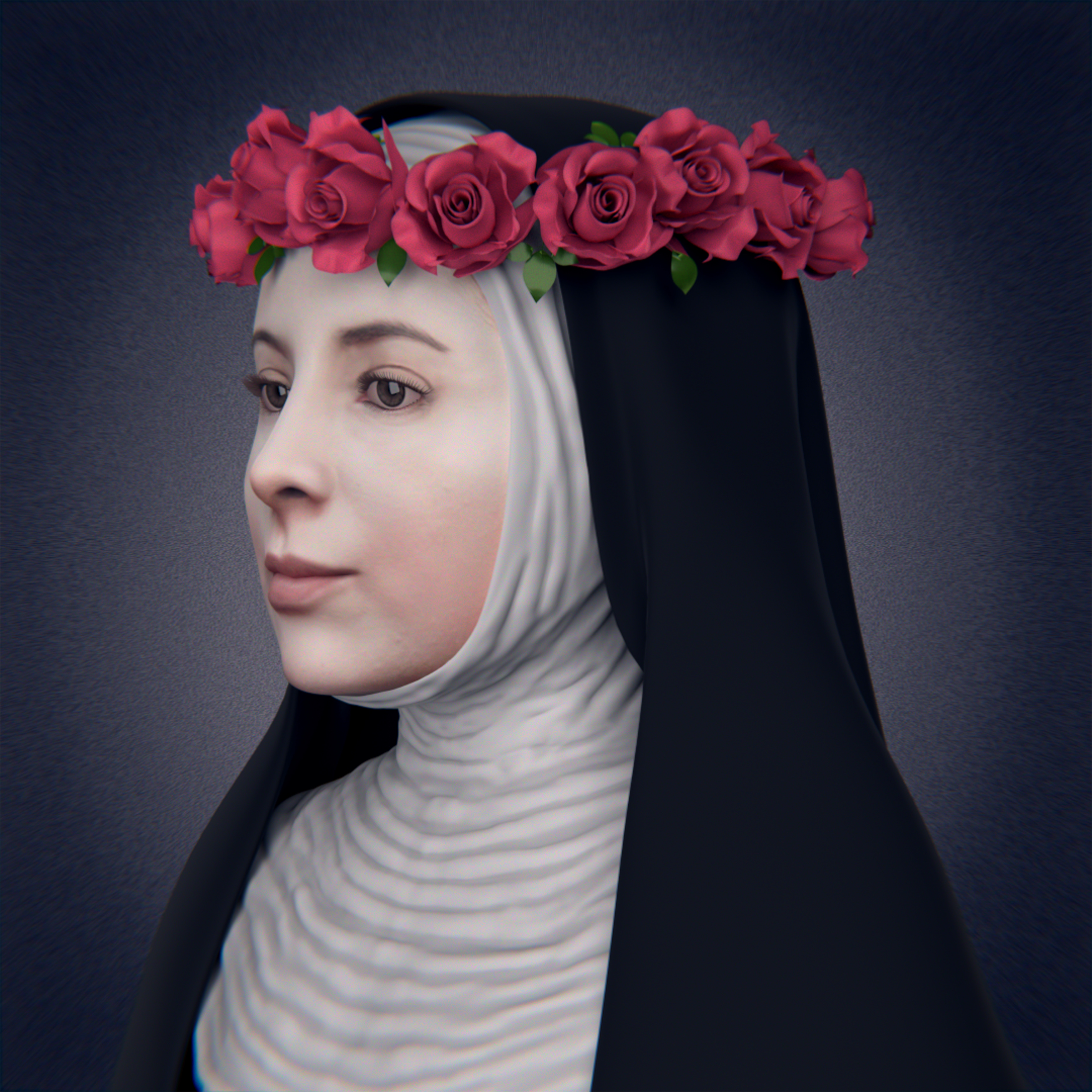
Santa Rosa de Lima

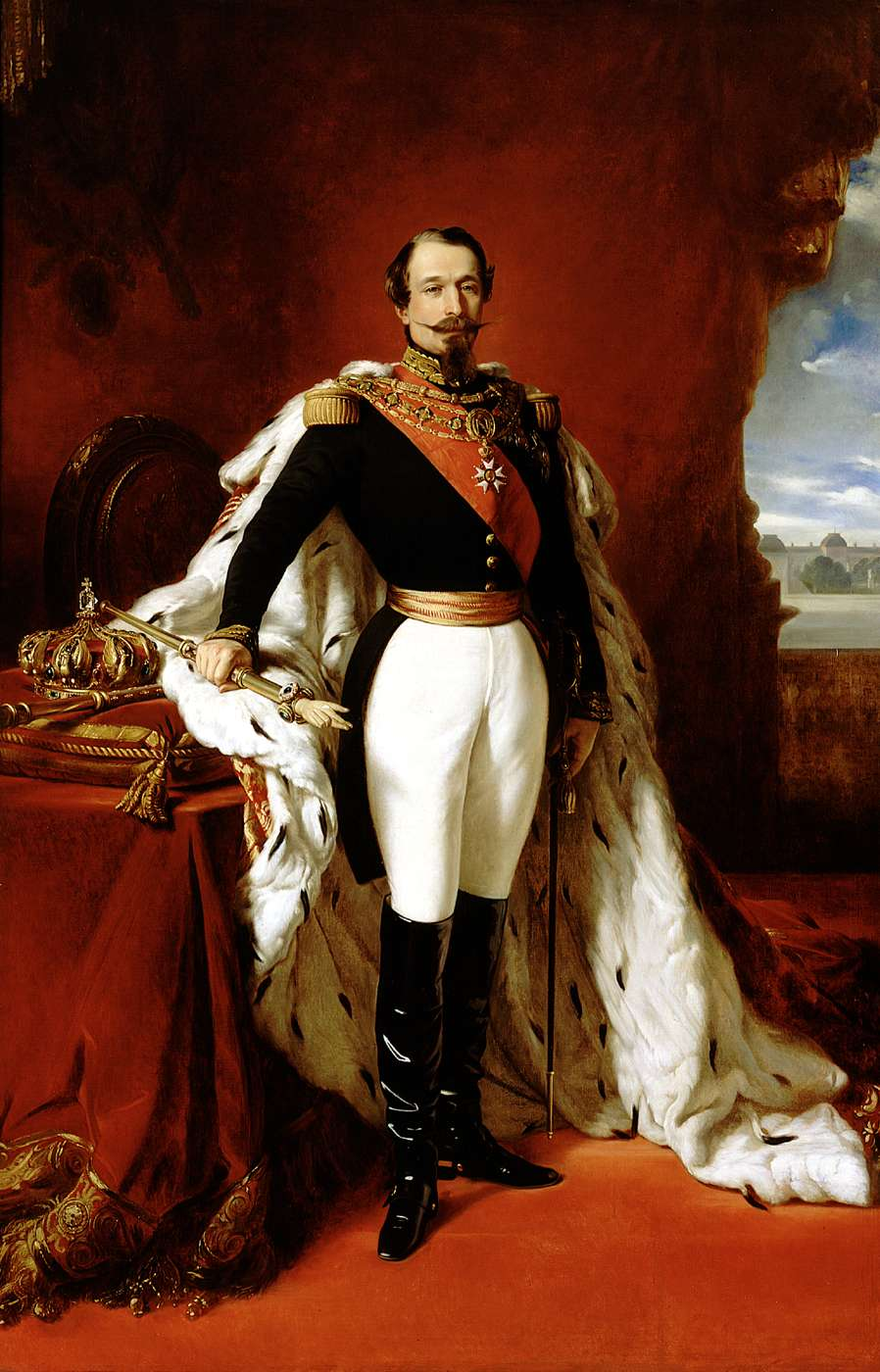
Napoleão III de França

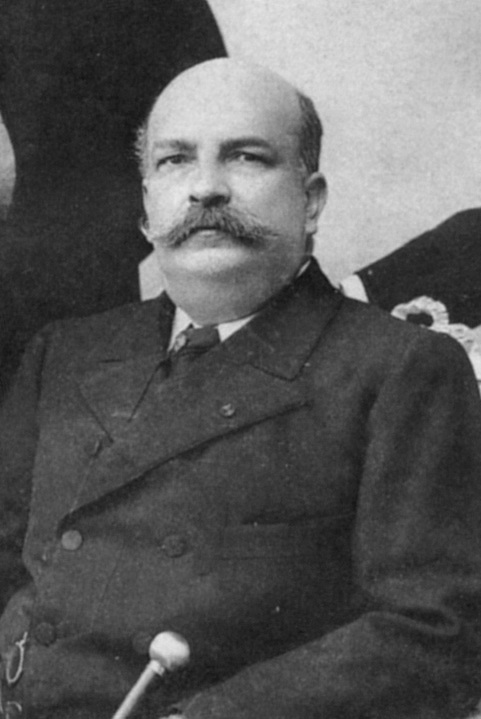
Barão do Rio Branco

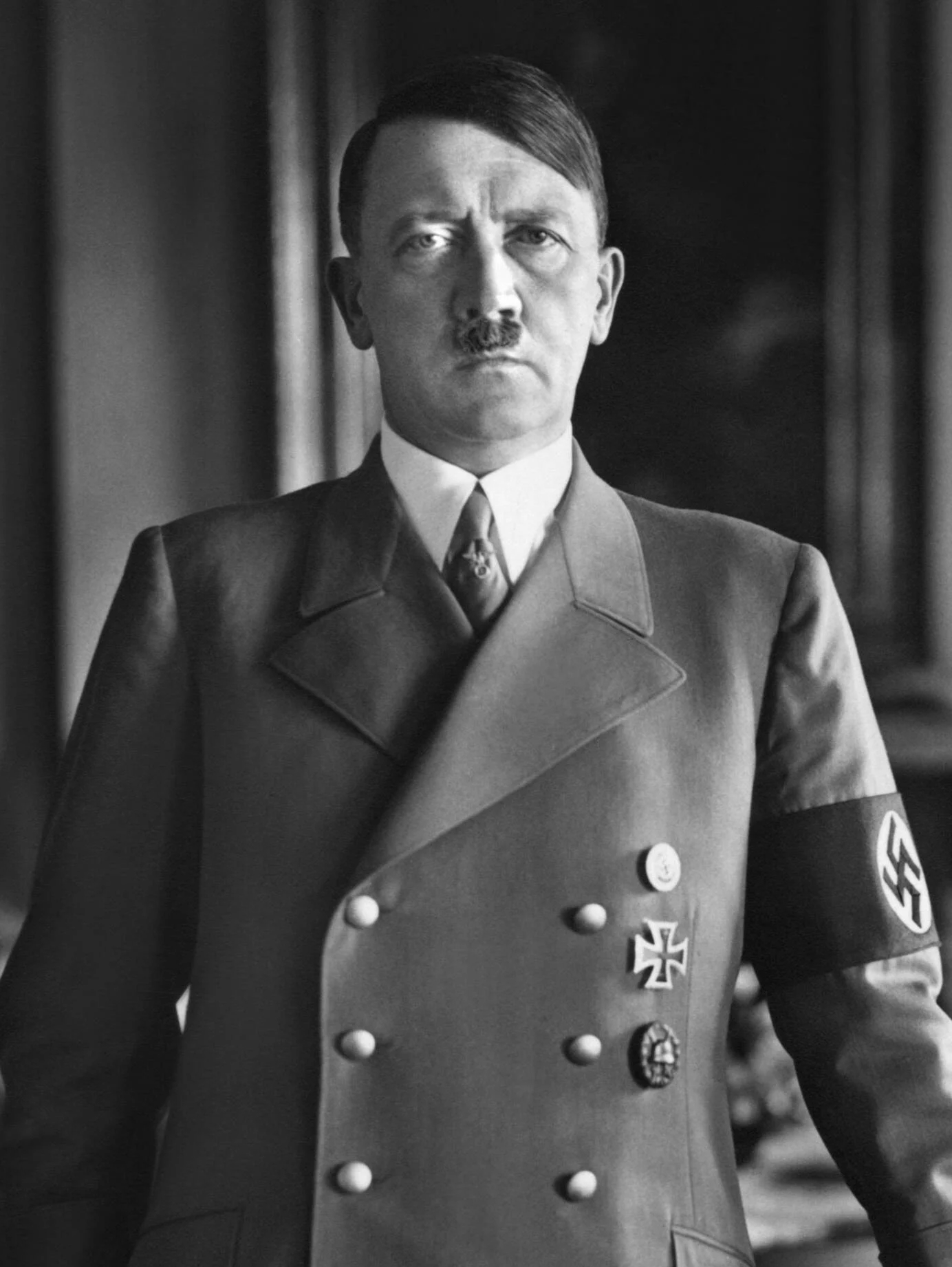
Adolf Hitler

### Anterior ao século XIX
- 1494 — Johannes Agricola, humanista alemão (m. 1566).
- 1586 — Rosa de Lima, religiosa peruana e padroeira da América (m. 1617).
- 1718 — David Brainerd, missionário norte-americano (m. 1747).
- 1745 — Philippe Pinel, médico francês (m. 1826).

### Século XIX
- 1808 — Napoleão III de França (m. 1873).
- 1827 — John Gibbon, oficial norte-americano (m. 1896).
- 1840 — Odilon Redon, pintor e artista gráfico francês (m. 1916).
- 1845 — Barão do Rio Branco, diplomata, geógrafo e historiador brasileiro (m. 1912).
- 1846 — Alexandre de Serpa Pinto, explorador português (m. 1900).
- 1857 — Herman Bang, escritor dinamarquês (m. 1912).
- 1868 — Charles Maurras, poeta e jornalista francês (m. 1952).
- 1878 — Joaquim Nunes Claro, médico e escritor português (m. 1949).
- 1882 — Holland Smith, general norte-americano (m. 1967).
- 1884 — Augusto dos Anjos, poeta brasileiro (m. 1914).
- 1889 — Adolf Hitler, militar, escritor, ditador e político austro-alemão (m. 1945).
- 1893
  - Harold Lloyd, comediante americano (m. 1971).
  - Joan Miró, pintor espanhol (m. 1983).
- 1898 — Sidney Lanfield, cineasta norte-americano (m. 1972).

### Século XX

#### 1901–1950
- 1914 — Betty Lou Gerson, atriz e dubladora americana (m. 1999).
- 1915 — Aurora Miranda, atriz brasileira (m. 2005).
- 1924 — Leslie Phillips, ator britânico (m. 2022).
- 1927
  - Phil Hill, automobilista norte-americano (m. 2008).
  - Miriam Pires, atriz brasileira (m. 2004).
- 1928 — Robert Eugene Byrne, enxadrista estadunidense (m. 2013).
- 1930 — Stuart Lewis-Evans, automobilista britânico (m. 1958).
- 1932
  - Artur Correia, cineasta português (m. 2018).
  - Rosa Lobato de Faria, escritora portuguesa (m. 2010).
- 1936 — Pat Roberts, político estadunidense.
- 1937 — David Leland, ator e roteirista britânico (m. 2023).
- 1939 — José Mendes, ator, cantor, violonista e compositor (m. 1974).
- 1947 — Mário Cravo Neto, fotógrafo brasileiro (m. 2009).
- 1949
  - Jessica Lange, atriz estadunidense.
  - Toller Cranston, patinador artístico canadense (m. 2015).
- 1950 — Humberto Coelho, futebolista e treinador de futebol português.

#### 1951–2000
- 1951 — Luther Vandross, cantor e compositor norte-americano (m. 2005).
- 1952
  - Erol Küçükbakırcı, ex-ciclista turco.
  - Gustavo Ponce, matemático venezuelano.
- 1955 — Svante Pääbo, biólogo sueco.
- 1956 — Peter Chelsom, cineasta britânico.
- 1958 — Dragan Đokanović, político sérvio.
- 1959 — Clint Howard, ator norte-americano.
- 1960 — Adília Lopes, poetisa e cronista portuguesa (m. 2024).
- 1961
  - Aleksandr Zavarov, futebolista ucraniano.
  - Paolo Barilla, automobilista italiano.
- 1962 — Vladimir Lyutyy, futebolista ucraniano.
- 1963 — Maurício Gugelmin, automobilista brasileiro.
- 1964
  - Altemir Gregolin, médico e político brasileiro.
  - Andy Serkis, ator britânico.
  - Katherina Matousek, patinadora artística canadense.
  - Rosalynn Sumners, patinadora artística estadunidense.
- 1965
  - Bernardo, futebolista brasileiro.
  - Adrián Fernández, automobilista mexicano.
- 1966 — José Amin Daher, tenista brasileiro (m. 2014).
- 1967 — Mike Portnoy, baterista norte-americano.
- 1968 — Jens Weidmann, economista alemão.
- 1969 — Felix Baumgartner, paraquedista austríaco.
- 1970 — Shemar Moore, ator norte-americano.
- 1971 — Alessandra Samadello, cantora brasileira.
- 1972
  - Carmen Electra, modelo e atriz norte-americana.
  - Svetlana Ishmouratova, biatleta russa.
- 1973 — Gabry Ponte, DJ Italiano.
- 1974 — Adrian Ilie, futebolista romeno.
- 1975 — Killer Mike, rapper norte-americano.
- 1976
  - Aldo Bobadilla, futebolista paraguaio.
  - Shay Given, futebolista irlandês.
  - Calvin Marlin, futebolista sul-africano.
  - Joseph Lawrence, ator norte-americano.
- 1977 — Michael Franks, ex-futebolista canadense.
- 1978 — Matt Austin, ator e diretor de cinema canadense.
- 1979 — Ruth Connell, produtora de teatro e atriz de cinema e televisão escocesa.
- 1980 — Casey Patterson, jogador de vôlei de praia estadunidense.
- 1981
  - Ronald Raldes, futebolista boliviano.
  - Paulo Almeida, futebolista brasileiro.
- 1983
  - Miranda Kerr, modelo australiana.
  - Sebastian Ingrosso, DJ e produtor musical sueco.
- 1984
  - Nelson Évora, atleta português.
  - Edixon Perea, futebolista colombiano.
- 1985 — Brad Evans, futebolista norte-americano.
- 1986 — Munhoz, cantor brasileiro.
- 1987 — Damián Escudero, futebolista argentino.
- 1989 — Carlos Valdes, ator, cantor, compositor e músico colombiano-americano.
- 1990
  - DJ PV, produtor musical e compositor brasileiro.
  - Lu Han, cantor e ator chinês.
- 1991 — Vicente Hernández, triatleta espanhol.
- 1992 — Cory Sandhagen, lutador norte-americano.
- 1993 — Ryosuke Yamanaka, futebolista japonês.
- 1994 — Gianni Moscon, ciclista italiano.
- 1995 — Matt Jaffe, cantor americano.
- 1996 — Anna Danesi, voleibolista italiana.
- 1997 — Alexander Zverev, tenista alemão.
- 1998 — Capo Plaza, rapper italiano.
- 1999 — Carly Rose Sonenclar, cantora e atriz norte-americana.
- 2000 — Ochai Agbaji, jogador de basquete norte-americano.

### Século XXI
- 2003 — Thanat Danjesda, ator, cantor e dançarino tailandês.

## Mortes

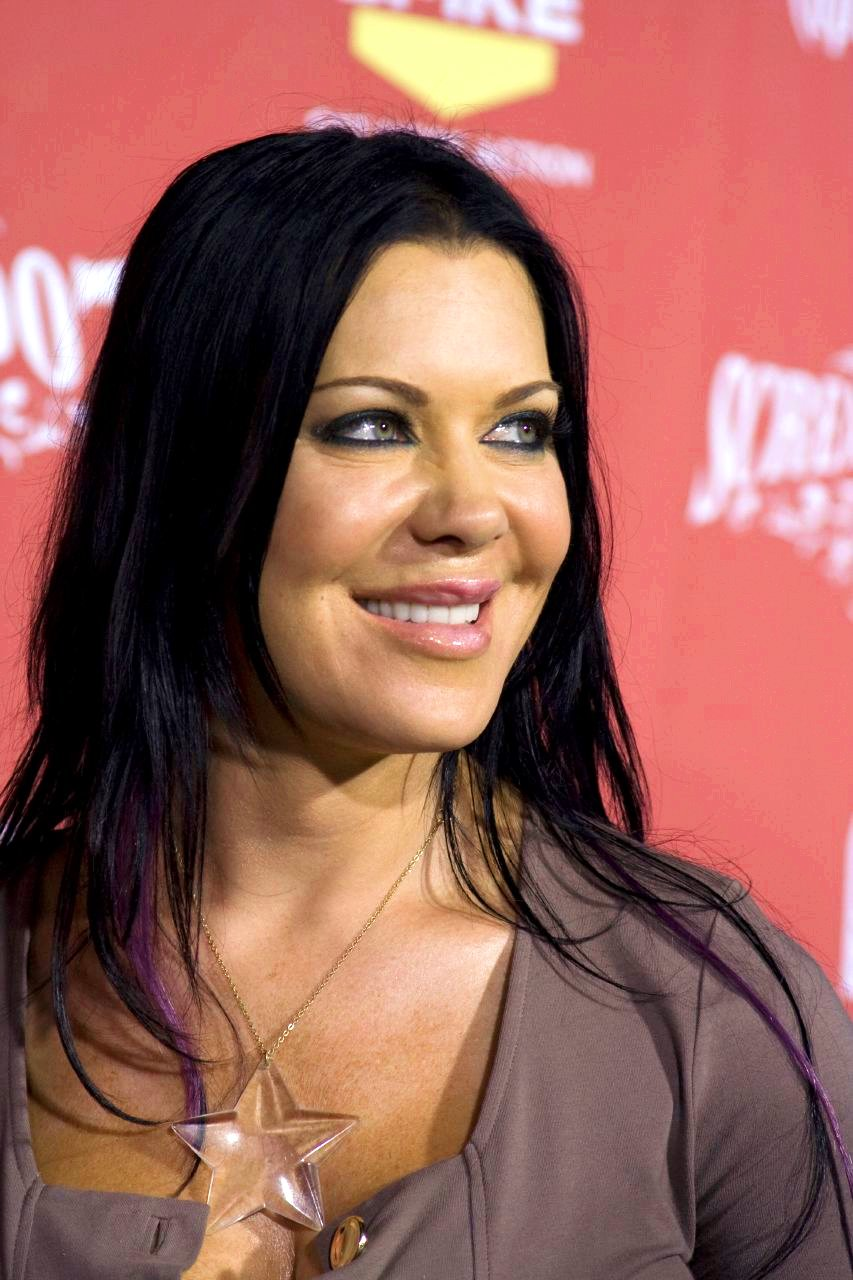
Chyna

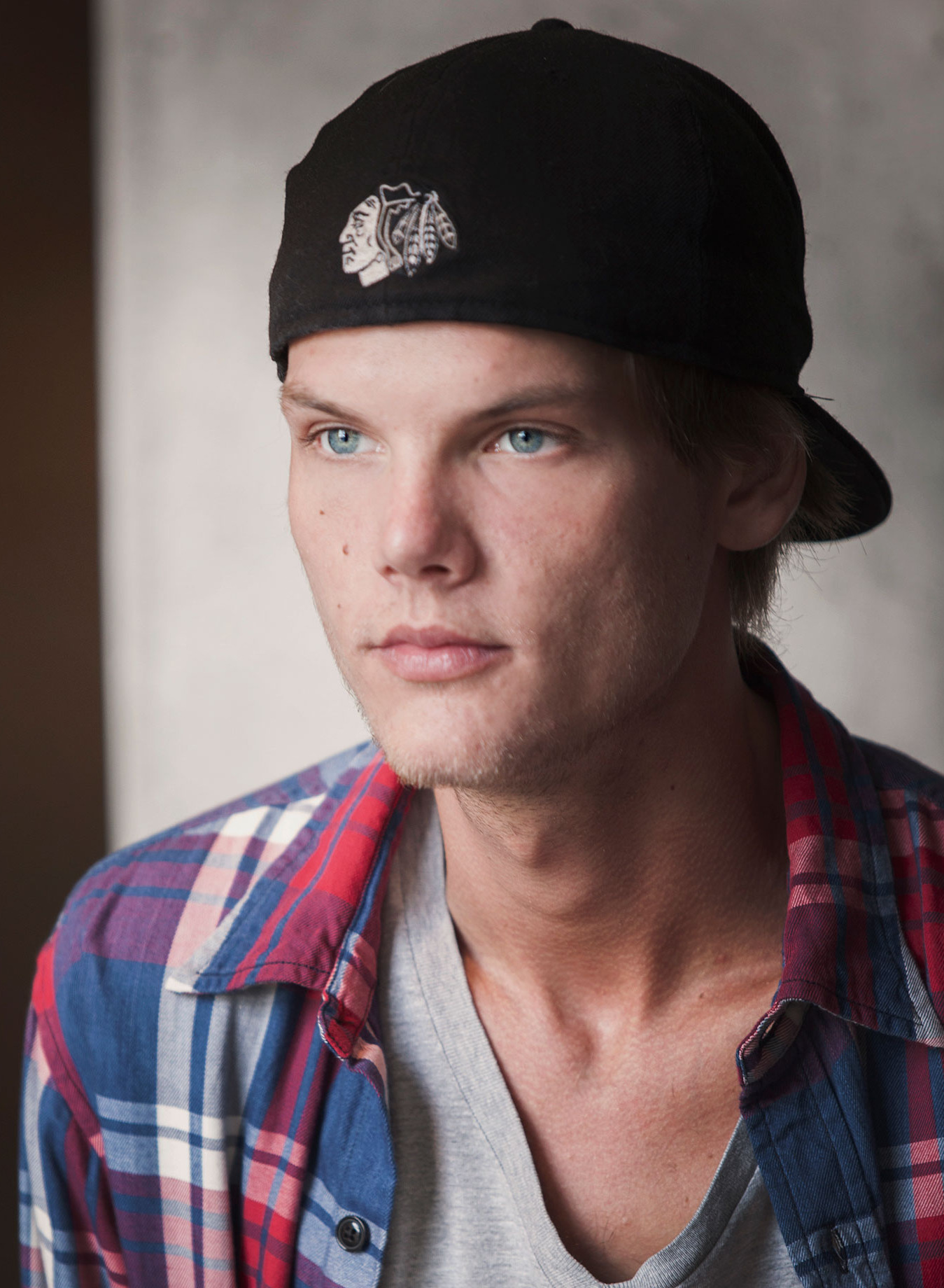
Avicii

### Anterior ao século XIX
- 0689 — Ceduala de Wessex (n. c. 659).
- 1099 — Pedro Bartolomeu, monge e místico francês (n. ?).
- 1164 — Antipapa Vítor IV
- 1248 — Güyük Khan, governante mongol (n. 1206).
- 1284 — Hōjō Tokimune, regente do Japão (n. 1251)
- 1314 — Papa Clemente V (n. 1264).
- 1375 — Leonor da Sicília, rainha de Aragão (n. 1325).
- 1521 — Zhengde, imperador chinês (n. 1491)
- 1720 — George Gordon, 1.º Conde de Aberdeen (n. 1637).
- 1751 — Gisela Inês de Anhalt-Köthen, nobre alemã (n. 1722).

### Século XIX
- 1831 — John Abernethy, cirurgião britânico (n. 1764).
- 1873 — William Tite, político britânico (n. 1798).
- 1874 — Alexander H. Bailey, político americano (n. 1817).
- 1885 — Richard Ansdell, pintor britânico (n. 1815).

### Século XX
- 1912 — Bram Stoker, escritor irlandês (n. 1847).
- 1925 — Rose Scott, sufragista australiana (n. 1847).
- 1927 — Enrique Simonet, pintor espanhol (n. 1866).
- 1947 — Cristiano X da Dinamarca (n. 1870).
- 1969 — Ataulfo Alves, compositor e cantor brasileiro (n. 1909).
- 1985 — Charles Francis Richter, sismólogo estado-unidense (n. 1900).
- 1990 — Vágner Bacharel, futebolista brasileiro (n. 1954).
- 1991 — Don Siegel, diretor de cinema estadunidense (n. 1912).
- 1992 — Carlos Augusto Corrêa Paes d’Assumpção, político e líder macaense (n. 1929).
- 1993 — Cantinflas, comediante mexicano (n. 1911).
- 1999 — Señor Wences, ventríloquo e comediante espanhol (n. 1896).

### Século XXI
- 2003
  - Bernard Katz, biofísico britânico (n. 1911).
  - Daijiro Kato, motociclista japonês (n. 1974).
- 2008 — Adelir Antônio de Carli, sacerdote católico brasileiro (n. 1967).
- 2014 — Rubin Carter, pugilista norte-americano (n. 1937).
- 2016
  - Guy Hamilton, cineasta britânico (n. 1922).
  - Chyna, atriz, fisiculturista e lutadora de luta livre estadunidense (n. 1969).
- 2018 — Avicii, DJ, remixer e produtor musical sueco (n. 1989).
- 2025 — Cristina Buarque, cantora e compositora brasileira (n. 1950).

## Feriados e eventos cíclicos

### Brasil
- Dia do Disco de Vinil
- Dia do Diplomata
- Aniversário do Município de Caraguatatuba (São Paulo)

### Cristianismo
- Gabriel de Białystok
- Inês de Montepulciano
- Johannes Bugenhagen

## Outros calendários
- No calendário romano era o 12.º dia (XII) antes das calendas de maio.
- No calendário litúrgico tem a letra dominical E para o dia da semana.
- No calendário gregoriano a epacta do dia é ix.